# گون‌گورموش (تاش‌اوا)
گون‌گورموش (به لاتین: Güngörmüş) یک منطقهٔ مسکونی در ترکیه است که در تاشوا واقع شده‌است.